# Banyumas
Banyumas est une ville d'Indonésie dans la province de Java central, située sur la rivière Serayu. La ville est située dans le kabupaten de Banyumas auquel elle a donné son nom, mais dont elle n'est pas le chef-lieu qui est la ville de Purwokerto

## Histoire

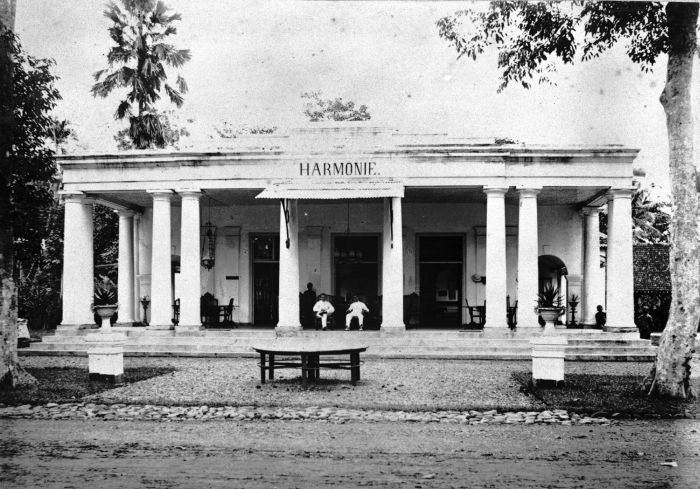
Le club hollandais De Harmonie à Banyumas (1900-1905).
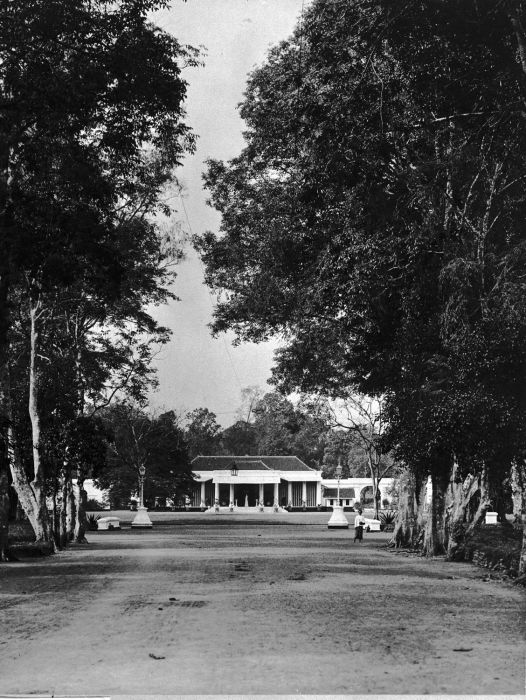
Demeure du resident de Banyumas (vers 1905).